# Charles P. Nelson
Charles Pembroke Nelson, född 2 juli 1907 i Waterville, Maine, död 8 juni 1962 i Augusta, Maine, var en amerikansk republikansk politiker. Han representerade delstaten Maines andra distrikt i USA:s representanthus 1949–1957.
Nelson utexaminerades 1924 från Colby College. Han avlade 1931 juristexamen vid Harvard Law School och arbetade sedan fram till 1932 som sekreterare åt sin far John E. Nelson. Charles P. Nelson inledde 1932 sin karriär som advokat i Augusta. Han deltog i andra världskriget i US Army Air Forces och befordrades till överstelöjtnant.
Nelson var borgmästare i Augusta 1947–1948. Han efterträdde 1949 Margaret Chase Smith som kongressledamot. Han efterträddes 1957 av Frank M. Coffin.